# Jämsä
Jämsä är en stad i landskapet Mellersta Finland. Kommunen gränsar mot kommunerna Orivesi, Juupajoki och Mänttä-Vilppula i väster, Keuru i nordväst, Petäjävesi i norr, Jyväskylä i nordost, Luhanka (gräns i sjön Päijänne) i öster samt Kuhmois i söder . Jämsä har 19 767 invånare och är enspråkigt finskt. Kommunen har en yta på 1 823,77 km², varav landarealen är 1 571,23 km².
I Jämsä finns ett av Finlands populäraste skidcenter, Himos.

## Historia
Under medeltiden var Jämsä den nordligaste socknen i Tavastland. I början av 1400-talet avskildes Jämsä kapell från Sysmä. Detta torde ha skett före 1442 då förvaltningssocknen Jämsä nämns. Som kyrksocken framstår Jämsä under andra hälften av 1400-talet och nämns som sådan första gången 1497.
Det förutvarande Stor-Jämsä omfattade den nuvarande kommunen Jämsä, nästan hela Korpilax och Muurame samt delar av Petäjävesi och Säynätsalo. På 1860-talet splittrades Stor-Jämsä i nya kommuner; Korpilax socken 1861 resp. Petäjävesi kommun 1867. Den resterande delen av Stor-Jämsä kallades därefter för Gamla Jämsä. Gamla Jämsä splittrades 1926 i kommunerna Jämsä, Jämsänkoski och Koskenpää .
Det första kommunala mötet hölls 1866, varmed Jämsä blev en självständig kommun. Kommunen blev 1969 en köping. 1977 fick Jämsä stadsrättigheter, då köpingarna avskaffades i Finland .

### Kommunsammanslagningar

Jämsä stads vapen fram till den 31 december 2008.

#### 2001
Kuorevesi kommun och Jämsä slogs samman till Jämsä stad den 1 januari 2001.

#### 2007
Den östra delen av Längelmäki kommun sammanslogs med staden den 1 januari 2007 .

#### 2009
Städerna Jämsä och Jämsänkoski slogs samman den 1 januari 2009 . Vid sammanslagningen antogs namnet från Jämsä medan stadsvapnet antogs från Jämsänkoski. Jämsä hade vid sammanslagningen cirka 15 820 invånare  och en yta på 1 375,56 km², varav landarealen var 1 170,26 km².

## Politik

### Mandatfördelning i Jämsä stad, valen 1976–2021
| 7 | 11 |  | 6 |  | 9 |

| 7 | 11 |  | 6 |  | 9 |

| 6 | 11 |  | 9 |  | 7 |

| 5 | 10 | 3 | 8 |  | 8 |

| 4 | 11 |  | 2 | 8 | 2 | 7 |

| 4 | 10 |  | 9 | 2 | 9 |

| 7 | 13 | 11 | 2 | 10 |

| 6 | 14 |  | 12 | 2 | 8 |

| 24 | 19 |

| 6 | 13 |  | 5 |  |  | 8 |  | 7 |

| 29 | 14 |

| 4 | 12 |  | 4 | 7 | 8 |  | 6 |

| 30 | 13 |

| 4 | 13 | 2 | 6 | 5 | 7 |  | 5 |

| 28 | 15 |

| 3 | 12 | 2 | 5 | 8 | 7 |  | 5 |

| 28 | 15 |

### Vänorter
Den nuvarande vänortsverksamheten har sitt ursprung i Jämsänkoski. Vänortssamarbetet i den tidigare Jämsä stad har tynat bort .
- Ballerup kommun, Danmark (Jämsä)
- Fagersta kommun, Sverige (Jämsä)
- Hallstahammars kommun, Sverige (Jämsänkoski)
- Kondopoga, Ryssland (Jämsänkoski)
- Rougsø kommun, Danmark (Jämsänkoski)
- Verdals kommun, Norge (Jämsänkoski)
- Åsnes kommun, Norge (Jämsä)

## Demografi

### Befolkningsutveckling
| Befolkningsutvecklingen i Jämsä stad 1975–2020                                                               | Befolkningsutvecklingen i Jämsä stad 1975–2020 | Befolkningsutvecklingen i Jämsä stad 1975–2020 | Befolkningsutvecklingen i Jämsä stad 1975–2020 | Befolkningsutvecklingen i Jämsä stad 1975–2020 |
| --- | ---------------------------------------------- | ---------------------------------------------- | ---------------------------------------------- | ---------------------------------------------- |
| |                                                |                                                |                                                |                                                |
| År |                                                |                                                | Folkmängd                                      |                                                |
| 1975 | 1975                                           |                                                | 26 478                                         |                                                |
| 1980 | 1980                                           |                                                | 26 371                                         |                                                |
| 1985 | 1985                                           |                                                | 26 010                                         |                                                |
| 1990 | 1990                                           |                                                | 26 005                                         |                                                |
| 1995 | 1995                                           |                                                | 25 945                                         |                                                |
| 2000 | 2000                                           |                                                | 25 023                                         |                                                |
| 2005 | 2005                                           |                                                | 24 327                                         |                                                |
| 2010 | 2010                                           |                                                | 22 691                                         |                                                |
| 2015 | 2015                                           |                                                | 21 542                                         |                                                |
| 2020 | 2020                                           |                                                | 19 887                                         |                                                |
| Anm: Uppgifterna avser förhållandena den 31 december nämnda år enligt områdesindelningen den 1 januari 2022. |                                                |                                                |                                                |                                                |

### Språk
Befolkningen efter språk (modersmål) den 31 december 2022. Finska, svenska och samiska räknas som inhemska språk då de har officiell status i landet. Resten av språken räknas som främmande. För språk med färre än 10 talare är siffran dold av Statistikcentralen på grund av sekretesskäl.
| Språk                        | Talare 2022-12-31 | Talare 2022-12-31 |
| Språk                        | Antal             | Andel (%)         |
| ---------------------------- | ----------------- | ----------------- |
| Hela befolkningen            | 19 347            | 100,0             |
| Inhemska språk totalt        | 18 871            | 97,5              |
| Finska                       | 18 845            | 97,4              |
| Svenska                      | 25                | 0,1               |
| Samiska                      | 1                 | 0,0               |
| Främmande språk totalt       | 476               | 2,5               |
| Ryska                        | 124               | 0,6               |
| Estniska                     | 71                | 0,4               |
| Engelska                     | 43                | 0,2               |
| Arabiska                     | 33                | 0,2               |
| Thailändska                  | 31                | 0,2               |
| Turkiska                     | 19                | 0,1               |
| Persiska                     | 18                | 0,1               |
| Franska                      | 16                | 0,1               |
| Tyska                        | 14                | 0,1               |
| Tagalog                      | 13                | 0,1               |
| Kinesiska                    | 11                | 0,1               |
| Språk med färre än 10 talare | 83                | 0,4               |

|  | Finska (97,4 %) |

|  | Svenska (0,1 %) |

|  | Samiska (0,0 %) |

|  | Främmande språk (2,5 %) |

|  | Finska (97,4 %) |

|  | Svenska (0,1 %) |

|  | Samiska (0,0 %) |

|  | Främmande språk (2,5 %) |

## Galleri

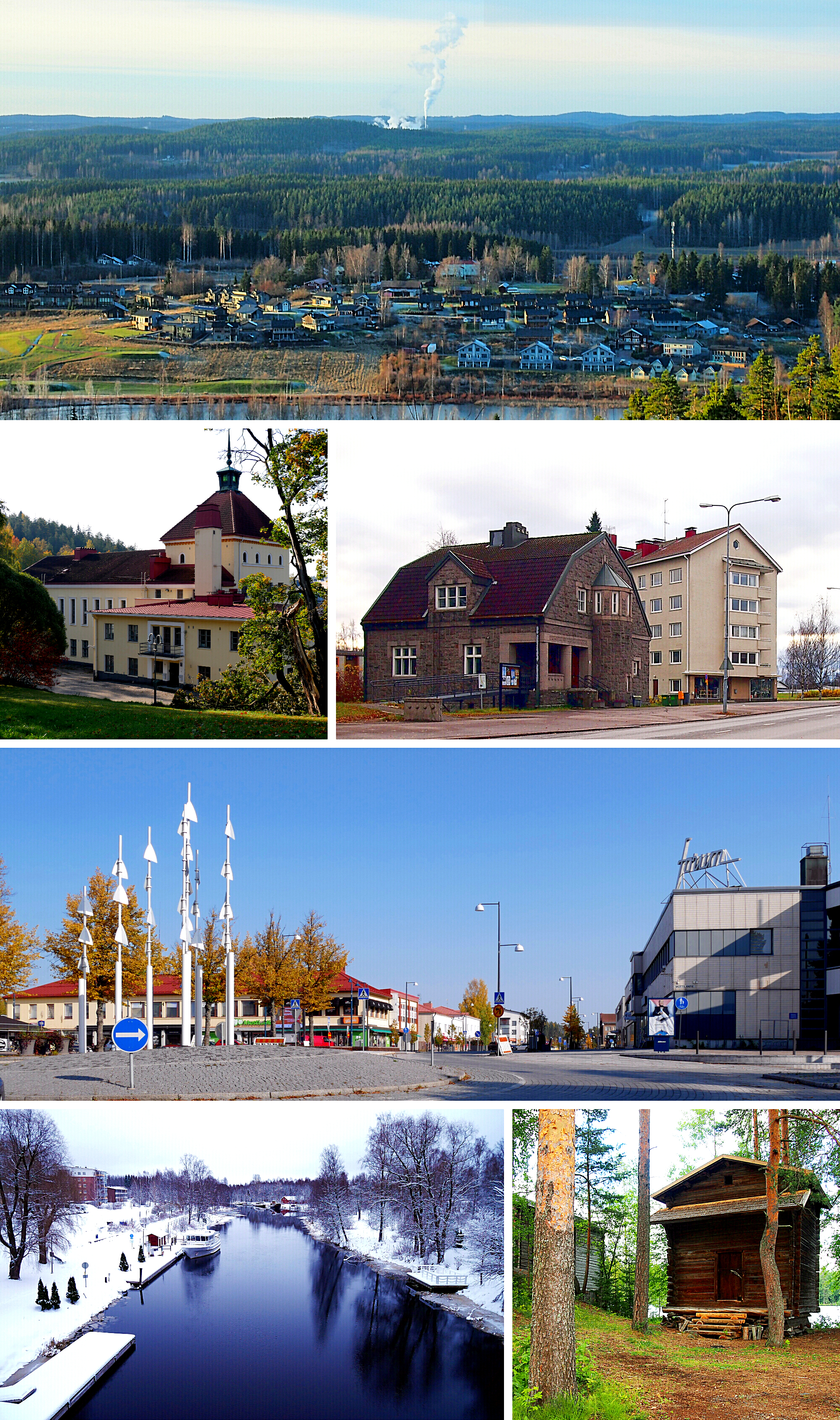
Jämsä.
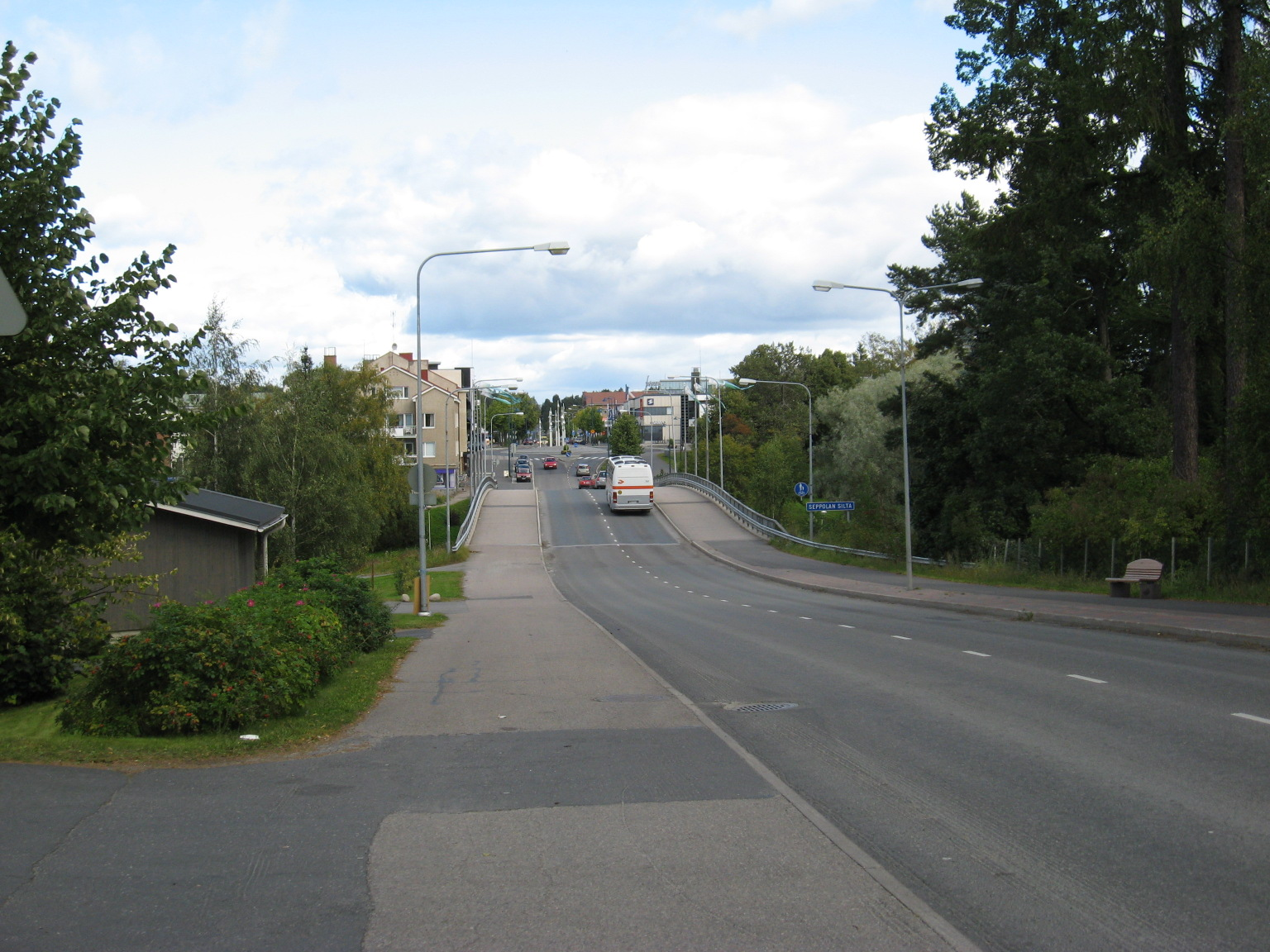
Jämsä centrum. Seppola bro med huvudgatan Keskuskatu i bakgrunden.
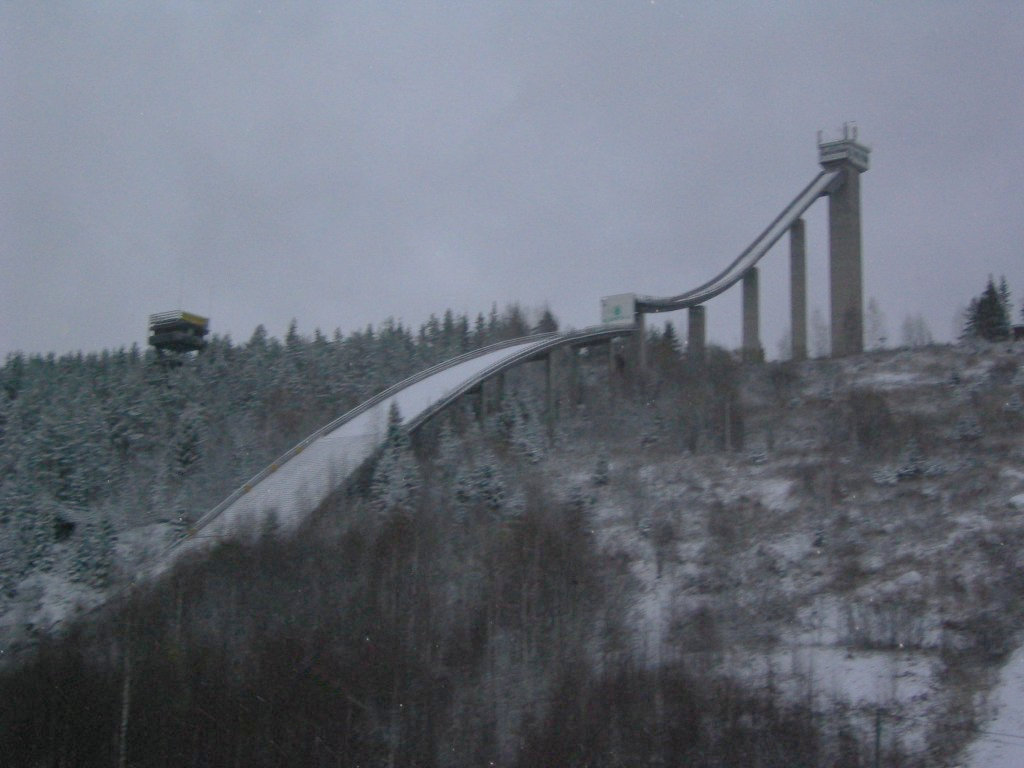
Hoppbacken i Kaipola.